# Пурпурногорлая котинга
Пурпурногорлая котинга (лат. Porphyrolaema porphyrolaema) — южноамериканский вид воробьинообразных птиц из семейства котинговых (Cotingidae), выделяемый в монотипный род Porphyrolaema. Птицы обитают в субтропических и тропических низменных влажных лесах южной Колумбии, восточного Эквадора, восточного Перу и западной амазонской Бразилии. Птицы встречаются поодиночке в среднем ярусе леса или в пологе, некоторых птиц можно наблюдать на фруктовых деревьях. Длина тела — 16,5 см. Клюв короткий чёрный. Оперение птицы снизу чёрное; перья спины и хвоста сверху имеют белое окаймление. Голос птиц высокий, жалобный, звучит, примерно, как — «приир», птицы издают этот звук на верхушке деревьев многократно повторяя.